# موس تکنالوجی

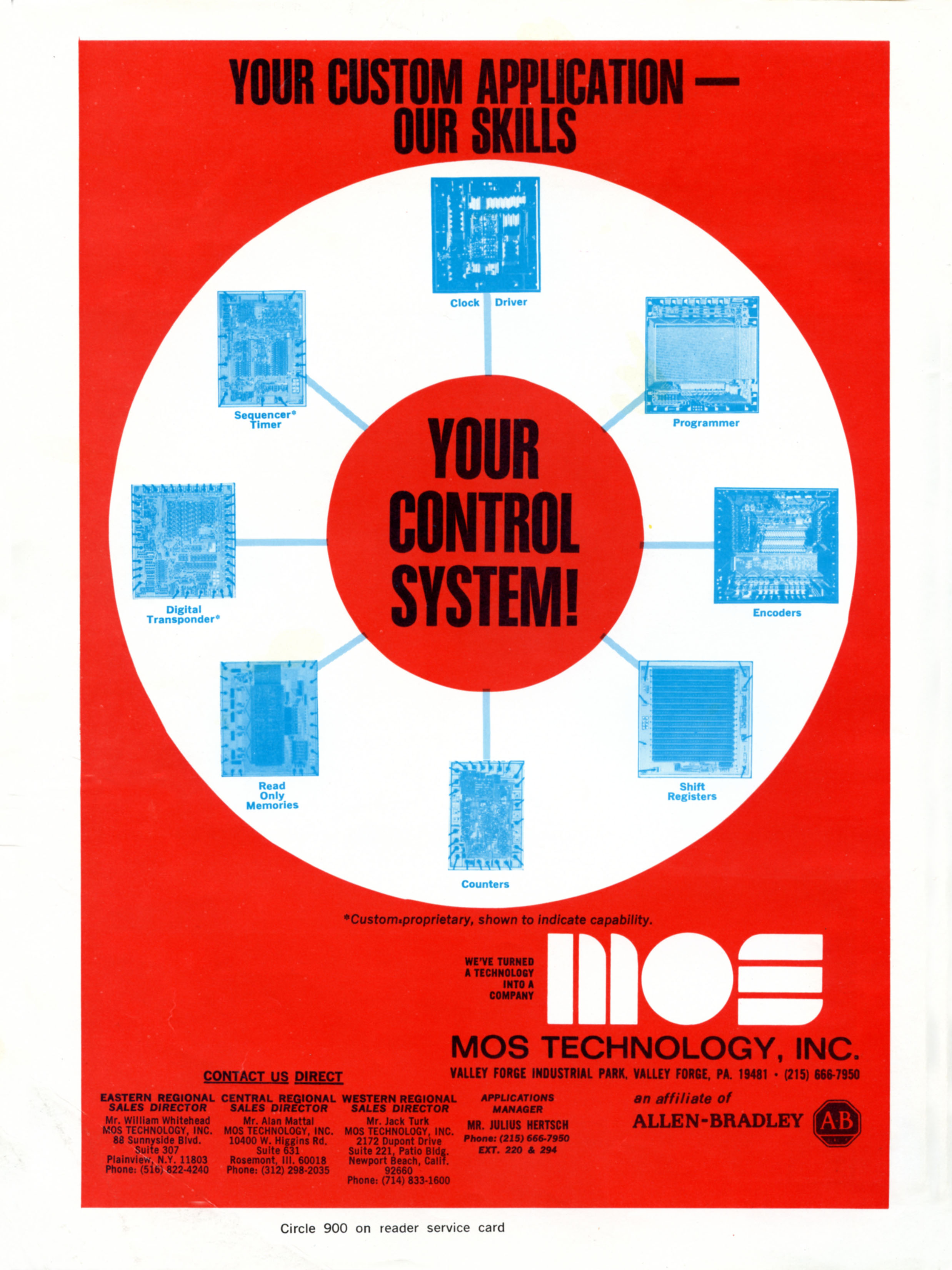
تبلیغ موس تکنالوجی در سال 1973

موس تکنالوجی (انگلیسی: MOS Technology) شرکت الکترونیک آمریکایی است، که در سال ۱۹۶۹ توسط آلن-برادلی تأسیس شد.